# 91-й пехотный полк (Австро-Венгрия)
91-й Богемский пехотный полк (нем. Böhmisches Infanterie-Regiment Nr. 91) — чешский пехотный полк Единой армии Австро-Венгрии. В этом полку служил известный чешский писатель Ярослав Гашек, и именно этот полк прославился в литературе благодаря роману Гашека «Похождения бравого солдата Швейка».

## История
Образован в 1883 году. Штаб-квартира — Прага. Состоял из 4-х батальонов: 1-й базировался в Теодо, 2-й и 3-й — в Праге, 4-й — в Будеёвице. Национальный состав полка по состоянию на 1914 год: 54% — немцы, 45% — чехи, 1% — прочие национальности.
Участвовал в Первой мировой войне, сражался на Восточном фронте Первой мировой войны и на Итальянском фронте. 24 сентября 1915 во время контрнаступления русской армии под Дубно часть полка сдалась в плен русским: среди сдавшихся был и Ярослав Гашек.
В ходе так называемых реформ Конрада с июня 1918 года число батальонов было сокращено до трёх, и 4-й батальон был расформирован.

## Командиры
- 1883: полковник Антон Ришанек
- 1891: полковник Густаф фон Хеникштайн (позже командир 16-й пехотной бригады)
- 1891—1892: полковник барон Альберт фон Коллер[нем.]
- 1892—1897: полковник Виктор Латшер (позже командир 33-й пехотной бригады)
- 1897—?: полковник Эмиль Иваносих фон Кюстенфельд
- 1908: полковник Камилло Кеттнер фон Кеттенау[8]
- 1914: полковник Герман Экхер аб Эхо унд Мариенберг[1]

## Служившие в полку[9]
Ряд героев романа «Похождения бравого солдата Швейка» был создан на основе реально служивших в 91-м пехотном полку людей, часть героев же представлена собирательными образами, прототипы которых не были найдены литературоведами и историками. Имя Йозефа Швейка Ярослав Гашек взял в честь одного из своих знакомых, а в истории Швейка отразил часть своей биографии. Собственно Швейк числился ординарцем 11-го маршевого батальона.

### Реальные люди — прототипы героев романа
- Франтишек Страшлипка, друг Ярослава Гашека; прототип Йозефа Швейка
- Обер-лейтенант Рудольф Лукаш, денщиком которого был Франтишек Страшлипка, кавалер нескольких орденов и медалей (в т.ч. награждён Серебряным крестом заслуг с короной на военной ленте, бронзовой и двумя серебряными медалями Signum laudis, крестом императора Карла); прототип поручика Йиндржиха Лукаша, командира маршевой роты
- Обер-лейтенант Венцель, командир маршевого батальона Гашека
- Капитан Винценц (Винцент) Сагнер[чеш.], кавалер двух медалей «За воинские заслуги» (Signum Laudis); прототип своего тёзки в романе, командира маршевого батальона 91-го полка
- Фельдфебель Ванек, награждён бронзовой и серебряной медалями «За храбрость»; прототип своего тёзки в романе, старшего писаря 11-й роты

### Вымышленные люди — герои романа
- Фельдкурат Отто Кац (предполагаемый прототип — Ян Эвангелиста Эйбл, однокурсник Гашека по Коммерческому институту)
- Подпоручик Дуб, офицер 91-го полка (прототип не установлен)
- Кадет Биглер 13-го маршевого батальона, 11-й маршевой роты (прототип — Ганс Биглер, учившийся в школе вольноопределяющихся вместе с Гашеком)
- Балоун, денщик Лукаша
- Полковник Шрёдер, командир 91-го полка
- Вольноопределяющийся Марек (прототип — Карел Марек, знакомый Гашека)
- Полковой повар Юрайда
- Прапорщик Конрад Дауэрлинг

### Люди, не связанные с романом Гашека
- Рудольф Андрыщак[пол.] — полковник жандармерии Войска Польского
- Франя Шрамек — писатель[3]
- Ян Рафаэль Шустер[чеш.] — художник
- Густав Юнгбауэр[чеш.] — этнограф